# Klinische Psychologie
Die Klinische Psychologie ist ein Teilgebiet der Psychologie, das zur angewandten Psychologie zählt. Sie beschäftigt sich umfassend mit der wissenschaftlichen Erforschung von außergewöhnlichen psychischen Störungen und Zuständen; unabhängig von deren Ursache. Besonders betont wird dabei der fließende Übergang von normalem zu krankheitswertigem Erleben.
Auch die Auswirkungen dieser Störungen und anderer körperlicher Erkrankungen (z. B. neurologischer Erkrankungen, Krebs, chronischer Herzleiden) auf Erleben und Verhalten sind ein Forschungsgegenstand. Ziel ist hier, den (chronisch) körperlich erkrankten Menschen so gut wie möglich zu unterstützen, die psychosozialen Folgen seiner Krankheit zu bewältigen.
Ursprünglich handelte es sich um die psychologischen Methoden der Diagnostik und Therapie, soweit sie im Rahmen der Klinik bzw. der Krankenhausbehandlung (etwa als Klinische Psychotherapie) anwendbar sind. Thematisch eng verbunden mit der Klinischen Psychologie sind die Medizinische Psychologie und die Neuropsychologie. Vor allem in Deutschland wird die Klinische Psychologie sehr weit definiert, da z. B. ein eigenständiges Teilgebiet der Counselling Psychology nicht existiert. Begriff und Inhalt der Klinischen Psychologie wurden im deutschen Sprachraum insbesondere durch Willy Hellpach und das 1954 von Erich Stern herausgegebene Handbuch der klinischen Psychologie bekannter gemacht.

## Themen der Klinischen Psychologie

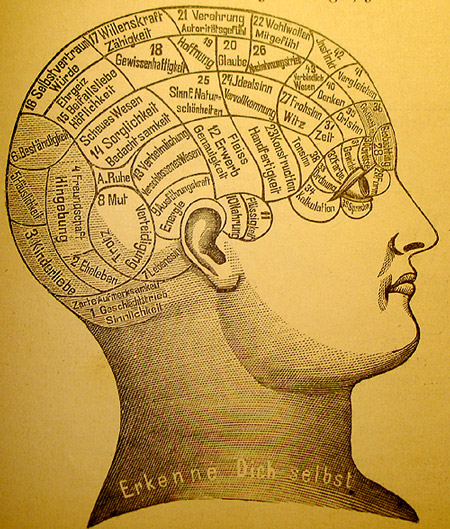
Neuroanatomische Ansichten und medizinische Behandlungen im 18. Jahrhundert basierten unter anderem auf der Phrenologie.

Wenn interne (psychische oder körperliche) oder externe (beispielsweise umweltbezogene oder soziale) Störungen auf Einzelne, Gruppen oder Systeme einwirken, kann die Klinische Psychologie mit wissenschaftlichen Methoden und Erkenntnissen die Ursachen-Wirkungs-Zusammenhänge, Wirkungsbedingungen und deren Auswirkungen auf das Erleben und Verhalten untersuchen. Sie beschreibt diese z. B. in Form von Diagnosen, um daraus im wissenschaftlichen Prozess Erklärungen abzuleiten, Vorhersagen (wissenschaftlich informierte Prognosen) zu treffen und verschiedene Möglichkeiten zur Beeinflussung (Interventionen) zu entwickeln. Diese Interventionen werden anwendungsorientiert eingesetzt, in der Praxis idealerweise unter Berücksichtigung anderer klinischer Diagnosen.
In der Klinischen Psychologie bilden psychologische Forschung (besonders mit naturwissenschaftlicher Orientierung), Evaluation, wissenschaftlich fundiertes und evidenzbasiertes Vorgehen mit der praktischen Anwendung eine Einheit. Die Ausbildung wie auch die praktisch klinisch-psychologische berufliche Tätigkeit folgt dabei dem Scientist-Practitioner Modell. Daher ist die Klinische Psychologie keine rein praktische Psychologie, die nur oder vorwiegend zur Diagnostik und Behandlung dient. Auch in der Klinischen Psychologie nehmen kontrollierte Laborexperimente eine zentrale Stellung im Prozess des Erkenntnisgewinns ein.
Die Beschäftigung mit psychischen Störungen (englisch „Abnormal Psychology“) ist ebenfalls nur ein Teilgebiet der Klinischen Psychologie. Die Klinische Psychologie umfasst theoretische Grundlagen, Methoden und Systeme für die Diagnose und Klassifikation (ICD-10, ICD-11, DSM-5) psychischer Störungen, für ihre psychologische Behandlung, für Prävention und Rehabilitation. Sie überschneidet sich vielfach mit anderen angewandten Teilgebieten der Psychologie und der Psychiatrie. Sie ist in allen Bereichen der Methodendisziplinen und der Grundlagendisziplinen verwurzelt. Daher ist eine gründliche, umfassende, wissenschaftliche Ausbildung in Psychologie unabdingbare Voraussetzung für das Studium der Klinischen Psychologie.
Primär ist die Klinische Psychologie Grundlagenforschung, indem sie aus der Erforschung von „gestörtem“ Erleben und Verhalten Rückschlüsse auf „normale“ psychische Funktionsbereiche liefert. Ebenso sucht sie auch im Rahmen angewandter Forschung nach den Ursachen und Wirkungszusammenhängen von gestörten Funktionsbereichen (z. B. gestörter Informationsverarbeitung, insbesondere bei Vorliegen von bestimmten Erkrankungen wie z. B. Angststörungen) und erforscht in dem Zusammenhang auch Grundlagen zur Entstehung (bio-psycho-soziales Modell: Diathese-Stress-Modell), Symptomatik und Aufrechterhaltung von psychiatrischen Erkrankungen (wie z. B. der Depression). Aus den Forschungsergebnissen ergeben sich Möglichkeiten, Methoden zur Veränderung zu entwickeln, die dann wiederum Forschungsgegenstand der Klinischen Psychologie sind. Insofern kann die Klinische Psychologie neben der Psychotherapie auch in Form von Trainings (Psychoedukatives Training etc.), Beratung und Training von Angehörigen und so weiter psychologische Hilfestellungen leisten. Sie überschneidet sich hier mit der psychologischen Diagnostik und Intervention bzw. wird durch diese ergänzt. Dabei gehört die allgemeine psychologische Diagnostik (insbesondere Persönlichkeits- und Leistungsdiagnostik) und natürlich im Speziellen die klinisch-psychologische Diagnostik (ICD-10, DSM-5) einschließlich Befundung und Begutachtung ebenso zum Aufgabenfeld der Klinischen Psychologie wie die evidenzbasierte Therapieplanung, die Therapieevaluation und das Qualitätsmanagement. Ein weiteres sehr wichtiges Forschungsgebiet der Klinischen Psychologie ist die Epidemiologie.

## Unterdisziplinen
Ein Spezialgebiet der Klinischen Psychologie ist die Klinische Neuropsychologie, die sich mit schädigungsbezogenen Zuständen und Veränderungen des Zentralnervensystems und den sich daraus ergebenden gestörten Funktionsbereichen beschäftigt.
Das Spezialgebiet der Klinischen Kinder- und Jugendpsychologie wie auch z. B. die klinisch-psychologische Familienberatung und -therapie unterscheiden sich stark von systemischen oder psychoanalytischen Richtungen.
Die Klinische Psychologie überschneidet sich mit der Gesundheitspsychologie, die sich mit gesellschaftlichen Fragen nach wirksamer Prävention, gesundheitsförderlichem Verhalten (auch in Bezug auf die psychische Gesundheit) und den sozialen Faktoren von Krankheit sowie Stress beschäftigt. Vielfach wird diese aber auch als Teilbereich der Klinischen Psychologie klassifiziert.
Weitere Überschneidungspunkte existieren z. B. zur Arbeits- und Organisationspsychologie, sofern es etwa um Stressfolgeerkrankungen, Auswirkungen von Schichtarbeit, Traumata bei bestimmten Berufsgruppen (Rettungsdienst, Feuerwehr, Militär, Polizei) geht.

## Ausbildung
Ein abgeschlossenes Studium der Psychologie, welche das Fach Klinische Psychologie einschließt, ist Zugangsvoraussetzung für die Ausbildung zum psychologischen Psychotherapeuten (§ 5 Abs. 2 Nr. 1). Ein neues, universitäres Direktstudium wird die Psychotherapeutenausbildung innerhalb einer Übergangsfrist von 12 Jahren grundlegend verändern. Das Fach bzw. der Schwerpunkt Klinische Psychologie wird seit einigen Jahren auch an deutschen Fernhochschulen in Bachelor- und Masterstudiengängen der Psychologie angeboten. In der Schweiz wird es ausschließlich in Kombination mit Präsenzveranstaltungen angeboten.
In Deutschland sind die Lehrstühle für Klinische Psychologie von Professoren mit verhaltenstherapeutischer Ausrichtung besetzt. Einzige Ausnahme sei Cord Benecke, der als Psychoanalytiker Professor für Klinische Psychologie und Psychotherapie an der Universität Kassel ist, wie Jakob Müller und Cécile Loetz im August 2020 in Tagesspiegel Background erwähnten.
In Österreich ist die Ausbildung zum Klinischen Psychologen, zur Klinischen Psychologin gesetzlich durch das Psychologengesetz geregelt.
Voraussetzung sind ein abgeschlossenes Psychologiestudium mit mindestens 300 ECTS, einschließlich des Nachweises von mindestens 75 ECTS aus den Bereichen Psychopathologie, psychologischer Diagnostik, Gesundheitsförderung und Rehabilitation sowie Interventionen der Gesundheitspsychologie und Klinischen Psychologie. Weiters ist die physische, psychische und persönliche Eignung durch entsprechende ärztliche Zeugnisse bzw. klinisch-psychologische oder fachärztliche psychiatrische Gutachten zu belegen und ein Aufnahmegespräch zu führen.
Neben 2098 Praxisstunden und 340 theoretischen Einheiten müssen 120 Einheiten Supervision und 76 Einheiten Selbsterfahrung absolviert werden.
Die theoretische Ausbildung gliedert sich in ein Grundmodul „Klinische und Gesundheitspsychologie“ mit 220 Einheiten, welches mit einer schriftlichen Prüfung abschließt. Danach kann das Aufbaumodul „Klinische Psychologie“ gewählt werden mit 120 Einheiten. Ebenfalls ist es möglich, das Aufbaumodul „Gesundheitspsychologie“ zu wählen, welches für die Ausbildung zum Gesundheitspsychologen, zur Gesundheitspsychologin benötigt wird.
Nach Abschluss der theoretischen und praktischen Ausbildung ist zum Erwerb der fachlichen Kompetenz eine kommissionelle mündliche Prüfung abzulegen.
Anbieter des theoretischen Lehrgangs müssen vom Österreichischen Bundesministerium für Gesundheit anerkannt sein. Dies trifft für folgende Einrichtungen zu (alphabetische Reihenfolge):
- Alpen-Adria-Universität Klagenfurt
- Arbeitsgemeinschaft für Verhaltensmodifikation
- Berufsverband Österreichischer PsychologInnen (BÖP): Österreichische Akademie für Psychologie (ÖAP)[15]
- Gesellschaft kritischer Psychologinnen und Psychologen (GkPP)
- Österreichische Akademie für Psychologie (AAP)[16]
- ÖTZ-NLP
- Schloss Hofen
- UMIT
- Universität Wien
- Wiener Akademie für Klinische Psychologie – WIKIP[17]

Für die Supervision sind Klinische Psychologen zu betrauen, welche seit mindestens fünf Jahren selbst als Klinische Psychologen tätig sind.
Die Selbsterfahrung darf bei Klinischen Psychologen, Gesundheitspsychologen, Psychotherapeuten, oder Fachärzte für Psychiatrie und Psychotherapeutische Medizin, die selbst zumindest 120 Einheiten Selbsterfahrung absolviert haben, absolviert werden.

## Fachzeitschriften
- Zeitschrift für Klinische Psychologie und Psychotherapie
- Zeitschrift für Psychiatrie, Psychologie und Psychotherapie